# Heeze-Leende
Heeze-Leende est une commune des Pays-Bas de la province du Brabant-Septentrional.

## Localités
- Heeze
- Leende
- Leenderstrijp
- Sterksel